# Alexandru Birkle

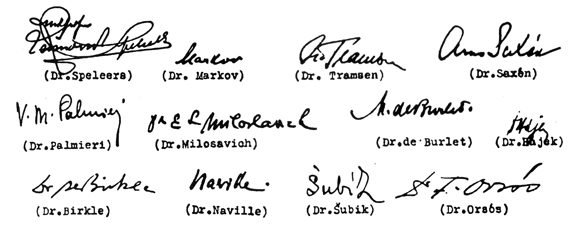
Podpis doktora Birkle pod protokołem końcowym Międzynarodowej Komisji Katyńskiej, 1943 r.

Alexandru Birkle (ur. 1896, zm. 1986) – rumuński doktor medycyny, jeden z dwunastu lekarzy, którzy w kwietniu 1943 r. udali się w składzie Międzynarodowej Komisji do Katynia, aby osobiście dokonać sekcji zwłok zamordowanych polskich oficerów i ustalić czas popełnienia zbrodni.

## Życiorys
Alexandru Birkle pochodził z rodziny polskich zesłańców. W wieku 15 lat przeniósł się do Austro-Węgier. Po ponownym zamążpójściu swojej matki, wyemigrował do Rumunii, gdzie ukończył prestiżowe liceum Gheorghe Lazăr w Bukareszcie. W 1916 r., podczas I wojny światowej, został ochotnikiem w armii rumuńskiej. Podczas walk dostał się do niewoli. Po zakończeniu wojny, w latach 1919–1925, studiował medycynę na Wydziale Medycznym Uniwersytetu w Bukareszcie. Poślubił lekarkę Olimpię Mănescu, swoją koleżankę ze studiów. Po ukończeniu studiów pracował w szpitalu w Găești, a od 1936 r. zajmował się medycyną sądową pracując w Braszowie. Następnie został dyrektorem Instytutu Medycyny Sądowej w Bukareszcie. W 1942 r. został wysłany na front. W 1943 r. przebywał jako członek Komisji Międzynarodowej w Katyniu, dokonując sekcji zwłok zamordowanych oficerów WP. Był jednym z 12 sygnatariuszy protokołu końcowego stwierdzającego, że mord w Katyniu został popełniony na wiosnę 1940 r. Następnie uczestniczył w badaniu innych masowych zbrodni NKWD w Winnicy.
Po zajęciu Rumunii przez armię sowiecką, 22 listopada 1944 r. Sowieci usiłowali aresztować dr. Birkle, aby pozbyć się niewygodnego świadka swoich zbrodni. Doktorowi Birkle udało się jednak wymknąć z domu. Przez następne dwa lata pozostawał w ukryciu. Jego rodzina znalazła się w areszcie domowym. Córka dr. Birkle, Rodica, studentka medycyny, która pomagała ojcu w pisaniu jego raportu katyńskiego, poinformowała ambasady USA i Wielkiej Brytanii o losie rodziny. Jednak ani Amerykanie, ani Anglicy nie interweniowali w sprawie rodziny dr. Birkle, ani nie wykazali zainteresowania jego raportem katyńskim. W 1946 r. dr Birkle został skazany przez komunistyczny sąd in absentia na 20 lat więzienia, a jego dom został skonfiskowany. Córka i żona doktora zostały aresztowane. On sam zdobył fałszywy paszport i wyjechał do Szwajcarii, a następnie do Francji. Stamtąd udał się do Argentyny, później do Peru, a na koniec do USA. W 1952 r. w związku z  wezwaniem dr. Birkle do złożenia zeznań przed Komisją Senatu USA w sprawie mordu w Katyniu, żona i córka doktora Birkle zostały ponownie aresztowane i skazane na 5 lat więzienia. Obie zostały rehabilitowane w 1992 r. 
Dr Birkle zmarł w Nowym Jorku w 1986 r. w wieku 90 lat.
Film dokumentalny pt. Poświęcając życie prawdzie z 2014 w reżyserii Grażyny Czermińskiej dotyczy losów członków Międzynarodowej Komisji Lekarskiej z 1943, w tym w szczególności Alexandru Birkle'a.